# Hiério (século VI)
Hiério (em latim: Hierius; m. após 555) foi um nobre bizantino do século VI. Homem gloriosíssimo, era filho de Constantino, neto de Hiério e esposo de Maria com quem teve Constantino. Pouco se sabe sobre sua vida, exceto que, através de um codicilo de seu pai, recebeu propriedade suburbana em Caparia. Além disso, com a morte do último, herdou residência em Antioquia, que vendeu apesar do desejo expresso do avô preservado em testamento, e outra em Constantinopla. Com sua morte muito depois de 555, Constantino herdou seus bens.